# جاستن هايندز
جاستن هايندز (بالإنجليزية: Justin Hinds)‏ هو ملحن جامايكي، ولد في 7 مايو 1942، وتوفي في 16 مارس 2005 بسبب سرطان الرئة.

## وصلات خارجية
- جاستن هايندز على موقع ميوزك برينز (الإنجليزية)
- جاستن هايندز على موقع ديسكوغز (الإنجليزية)